# Koller Auktionen
Koller Auktionen mit Hauptsitz in Zürich ist ein Schweizer Auktionshaus,  das sich auf internationale Kunstauktionen spezialisiert hat. Das 1958 von Pierre Koller gegründete Unternehmen ist das führende Auktionshaus in der Schweiz.

## Organisation
Neben dem Hauptsitz im Kreis 5 in Zürich betreibt Koller auch eine Tochtergesellschaft in Genf (Koller Genève) und Repräsentanzen in München, Düsseldorf, Florenz und Peking.
Koller veranstaltet jedes Jahr etwa 80 Auktionen in mehr als zwei Dutzend verschiedenen Sammlerkategorien, darunter Gemälde und Zeichnungen Alter Meister und des 19. Jahrhunderts, Moderne und Zeitgenössische Kunst, Schweizer Kunst, Schmuck, Uhren, Asiatische Kunst, Möbel und Kunstgewerbe, Bücher und Autographen, Art déco und Jugendstil, Design, Wein, Vintage, und Uhren. Koller veranstaltet sowohl traditionelle Auktionen im Auktionssaal als auch zeitlich begrenzte Online-Auktionen, die unter dem Namen «Koller ibid online only» laufen.

## Geschichte
Das Unternehmen wurde 1958 vom Juristen Pierre Koller (1924–2019) als „Galerie Koller“ gegründet. Seit 2008 wird das Unternehmen unter „Koller Auktionen AG“ geführt, um die Auktionen als Hauptunternehmensleistung hervorzuheben. Das Auktionshaus befindet sich in Familienbesitz und wird heute in der zweiten Generation von Cyril Koller geleitet.
Der in Lausanne und Zürich aufgewachsene Romand Pierre Koller machte 1958  seine Leidenschaft für Pferdestiche zum Beruf und eröffnete mit 34 Jahren an der Zürcher Dufourstrasse die Galerie Koller. Für hochwertiges Mobiliar und anspruchsvolle Antiquitäten bestand eine Marktlücke, welche sich der junge Unternehmer dank hervorragender Kontakte zunutze machte.
Pierre Kollers Schwester, Antoinette, stieg 1959  in das Geschäft ein und erweiterte dieses um die Spezialgebiete Asiatica und Porzellan. Gleichzeitig bot ein deutscher Sammler der Galerie eine Uhren-Kollektion an, welche mit CHF 100 000 den Ankaufsetat des Unternehmens gesprengt hätte. Man entschloss sich zur Durchführung einer Auktion.
Die erste Auktion fand 1960 im Zürcher Kongresshaus statt. Rund 1000 Lose wurden katalogisiert und verkauft. Ein Jahr später folgte die zweite Versteigerung mit Möbeln, Porzellan und mehreren Werken moderner Malerei internationaler und Schweizer Künstler von Hodler bis Boudin.
Die Galerie Koller zog 1961 in die grosszügigen Räumlichkeiten der Rämistrasse 8 und war in unmittelbarer Nähe zu Kunsthaus, Schauspielhaus und Opernhaus im  Zürcher Kulturzentrum beheimatet. Neben dem traditionellen Ladengeschäft gewannen Versteigerungen zunehmend an Bedeutung. Sie wurden von nun an zweimal jährlich veranstaltet.
Der Geschäftszweig „Koller Tiefenbrunnen“ für tiefpreisige Objekte ward 1977 eröffnet. Es ist die Geburtsstunde des heutigen „Koller West“. Die Aufteilung in Topsegment und günstigere Objekte erlaubte Koller die Versteigerung grösserer Sammlungen und ganzer Nachlässe.
Die Filiale Koller Genf ward 1980 gegründet und zum zweiten Versteigerungsstandort des Geschäfts. Mit Spezialauktionen Mai und November für Jugendstil, Art déco, Design, Moderne Kunst, Möbel des 20. Jahrhunderts sowie für Wein und französische Bücher verschaffte sich die Genfer Dependance ein eigenes Profil.
Der Zürcher Hauptsitz ward in schwierigen Zeiten 1990 an die Hardturmstrasse 102 verlegt. Die neue Adresse eignete sich mit umfangreichen Ausstellungs- und Büroräumen und verkehrsgünstiger Lage in der Nähe von Hauptbahnhof und Flughafen hervorragend für den Auktionsbetrieb. Gleichzeitig stieg Cyril Koller, der älteste der drei Söhne von Pierre und Ursula Koller, mit 23 Jahren ins Geschäft ein.
Die Versteigerung einer höchst erlesenen Napoleonica – Sammlung mit bedeutenden Möbeln, Skulpturen, Vasen und Bronzen, die mit der Person des Kaisers und dem breiten Kreis seiner Familie in Beziehung stehen sorgte 1995 für  internationales Aufsehen und machte Koller für die nächsten Jahre zu einer der wichtigsten Adressen für den Handel mit Möbeln aus dem Empire.
Koller eröffnete 1997 eine eigene Repräsentanz in München.
Cyril Koller übernahm 1998 die Geschäftsleitung. Er führte das Auktionshaus vom „Gemischtwarenladen“ in ein modernes Unternehmen mit spezialisierten Expertenteams unter einem gemeinsamen Dach. Der Tod von Antoinette Koller, welche der Asiatica bei Koller zu internationalem Renommee verhalf, trübte das 40. Geschäftsjahr.
Das Auktionsunternehmen trat 1998 zur Erweiterung seiner internationalen Plattform den „International Auctioneers“ bei, einem Zusammenschluss von acht internationalen Auktionshäusern in acht Ländern. In den folgenden Jahren wurden Filialen in Paris, Shanghai, Düsseldorf, Moskau und London gegründet.
Koller eröffnete 2001 eine eigene Repräsentanz in Moskau.
Koller veröffentlichte 2006 ihren ersten Spezialkatalog für Schweizer Kunst. Diese neue Abteilung wurde in den nächsten Jahren zu einem der wichtigen Standbeine des Auktionshauses. Als eines der ersten europäischen Auktionshäuser veranstaltete Koller in Zürich eigene Auktionen für zeitgenössische chinesische Kunst.
Das Metropolitan Museum of Art kaufte 2007 eine Andrea del Sarto zugeschriebene Rötelzeichnung für die eigene Sammlung an.
Koller  feierte 2008  auf seine 50-jährige Geschäftstätigkeit. Seiner Hauptgeschäftstätigkeit, der Veranstaltung von Auktionen, entsprechend, erfolgte eine Namensänderung von „Galerie Koller“ in „Koller Auktionen“. Das von Koller in einer Privatsammlung entdeckte Stillleben auf Kupfer des Niederländers Ambrosius Bosschaert wurde zum Weltrekordpreis von 5,7 Mio. im September versteigert. Im Jubiläumsjahr fand auch die erste Spezialauktion für zeitgenössische Kunst statt. Koller eröffnete 2011 eine eigene Repräsentanz in Peking.
Die seit Jahrzehnten bei Koller bestehende Abteilung Asiatika versteigerte 2012 u. a. die Tibetische Bronze einer Pancaraksha-Göttin für den Rekordpreis von CHF 3.24 Mio. In demselben Jahr kam die Sammlung Nessi mit über 500 seltenen antiken Werkzeugen und Instrumenten zur Versteigerung.
Koller versteigerte 2013  mehrere Gemälde aus der Sammlung Corboud – darunter eine Landschaft von Vincent van Gogh aus dem Jahre 1887 für CHF 6,6 Mio. Grosses Aufsehen erweckte auch der Rekordpreis für die Turnstunde von Albert Anker, welche 7,5 Mio. erzielt. In diesem Rekordjahr liessen zahlreiche weitere Werke aus den Bereichen Alter und Moderner Meister die Millionengrenze hinter sich. Es handelte sich um Gemälde von Renoir, Monet, Signac, Pissarro, Caillebotte, Dou, Reni . Koller eröffnete eine eigene Repräsentanz in Italien.
Ein äusserst seltenes Bureau-plat des   französischen Ebenisten André-Charles Boulle erzielte 2014 CHF 3 Mio. Dieses Möbel, dessen Geschichte sich bis zur Familie des französischen Finanzministers Charles-Henri Malon de Bercy (1678–1742) zurückverfolgen lässt, wurde zu einem der wichtigsten Referenz-Exemplaren französischer Ebenistenkunst des 18. Jh.
Eines der bedeutendsten Gemälde von Albert Anker, „Das Winzerfest“, war 2015 für CHF 4.2 Millionen verkauft. Es gehörte ursprünglich zur Sammlung eines Winzers, der es verkaufte, um sein Dach reparieren zu können und wurde vom Einlieferer 1977 für die moderate Summe ebendieser Reparaturkosten erworben.
Koller erzielte 2016 einen neuen Auktions-Weltrekord für ein Werk des Schweizer Künstlers Giovanni Giacometti. Das „Panorama von Flims“ – viele Jahre lang vergessen und im Keller eines Luxushotels gelagert, wieder aufgefunden in den 1980er Jahren – wird von einem Privatsammler für CHF 4.05 Millionen erworben. Gesamtzuschläge von CHF 9.2 Millionen platzieren Koller erneut im Spitzenfeld der weltweit führenden Häuser für dieses Gebiet.
Eine deutsche Privatsammlung hochbedeutender kaiserlich-chinesischer Kunst ward 2017 versteigert. Nicht zuletzt dank intensiver Marketing-Arbeit vor Ort finden die Objekte reissenden Absatz bei chinesischen Sammlern und erreichen Zuschläge im sechs- bis siebenstelligen Bereich. Ein kaiserliches Phönix-Becken aus einer Schweizer Privatsammlung, identifiziert durch Asiatika-Spezialistinnen von Koller Auktionen, war 2019 zu einem Rekordpreis von CHF 4,86 Mio verkauft. Koller verkaufte 2023 das erste Tyrannosaurus rex-Skelett, das jemals in Europa versteigert wurde und erst das dritte weltweit. „Trinity“ wird vor der Auktion in der Zürcher Tonhalle zur Freude von Zehntausenden von Besuchern gezeigt und ist Gegenstand von Tausenden von Artikeln in der Weltpresse. Das Fossil wird für 5,5 Millionen CHF an die Phoebus-Stiftung in Antwerpen verkauft, wo es öffentlich ausgestellt wird.

## Rekordauktionen
- Ferdinand Hodler: Genfersee mit Mont-Blanc am frühen Morgen, März. 1918. Im November 2024 für CHF 7,4 Mio. versteigert.[19]
- Albert Anker: Turnstunde in Ins. 2013 für CHF 7,5 Mio. versteigert. Der höchsten Zuschlag für den Schweizer Maler.[20][21]
- Paul Signac: Pont des Arts (Paris). 1925. Im Juni 2014 für CHF 5,3 Mio. versteigert.[22]
- Vincent van Gogh: Pont de Clichy. 1887. Im Juni 2013 für CHF 6,5 Mio. versteigert.[23]
- Albert Anker: Die ältere Schwester. Im Dezember 2011 mit CHF 7,3 Mio. der bis dahin höchste Zuschlag für den Schweizer Maler.[24]
- Ambrosius Bosschaert d. Ä.: Blumenstrauss mit Tulpen. Im September 2008 mit CHF 5,8 Mio. der weltweit höchste Auktionszuschlag für den niederländischen Maler.[25]
- TRX-293 Trinity: Vollständiges Tyrannosaurus rex-Skelett. Im April 2023 für CHF 5,5 Mio. versteigert. Das erste T. rex-Skelett, das jemals in Europa verkauft wurde.[26]

## Weblinks

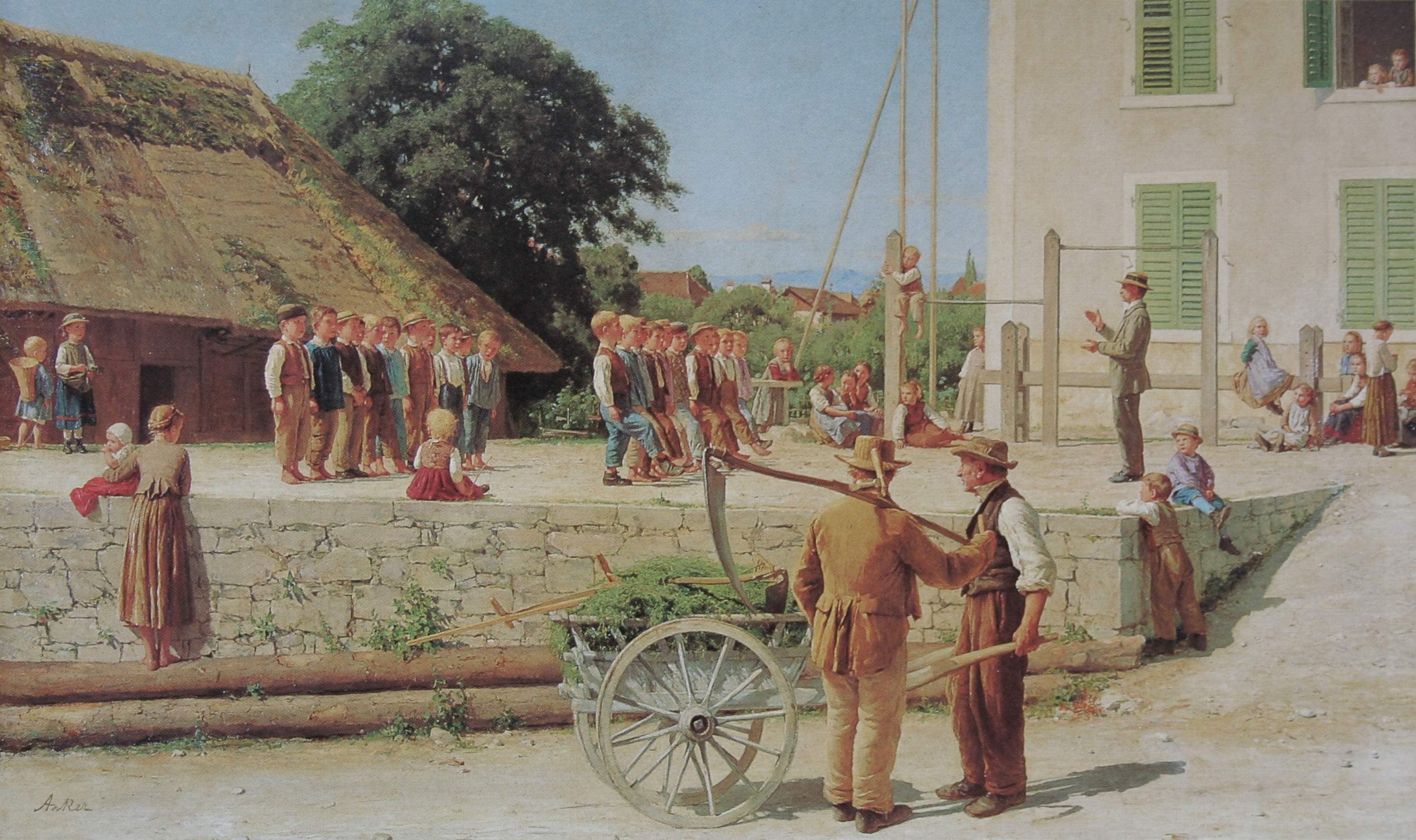
Albert Anker: Turnstunde in Ins (1879); Rekordzuschlag bei Koller (2013)